# Physical Review E
Physical Review E: Statistical, Nonlinear, and Soft Matter Physics — це рецензований науковий журнал, що видається щомісяця Американським фізичним товариством. Основна тематика статей це явища багатьох тіл. Починаючи з випуску № 63 2001 року статті мають 6-ти значний ідентифікаційний номер.